# 大崎シンヤ
大崎 シンヤ（おおさき しんや）はUNKNOWNの原画家、イラストレーター。

## 作品

### アダルトゲーム
- No Reality (UNKNOWN)
- 世界ノ全テ（たまソフト）
- 世界ノ全テ-remind of you-（たまソフト）
- ABANDONER (UNKNOWN)
- 刃鳴散らす（ニトロプラス）
- 戒厳聖都（サバト鍋-Nitro Amusement Disc-収録）（ニトロプラス）
- 月光のカルネヴァーレ（ニトロプラス）
- 新婚性活（ニコチンソフト）
- イノセントバレット -the false world-（CINEMATOGRAPH）
- 凍京NECRO〈トウキョウ・ネクロ〉（ニトロプラス）
- 催眠学園3年生（筆柿そふと）
- 催眠学園２年生（筆柿そふと）
- 催眠学園1年生（筆柿そふと）

### 一般ゲーム
- 世界ノ全テ -two of us-（イエティ）：PS2
- 恋姫演武（イエティ）：PS4

### 小説
- 月光のカルネヴァーレ ～白銀のカリアティード～（ガガガ文庫）

### OVA
- クイーンズブレイド アンリミテッド（ホビージャパン）（2018年、リブートデザイン原案）